# شبكة نقل الكهرباء الفرنسية
(شبكة نقل الكهرباء) ، والمعروفة عادة باسم (RTE) ، هي مشغل نظام نقل الكهرباء في فرنسا . إنها مسؤولة عن تشغيل وصيانة وتطوير نظام النقل عالي الجهد الفرنسي، والذي يبلغ 100,000 كيلومتر (62,000 ميل) حوالي 100,000 كيلومتر (62,000 ميل) ، هي أكبر أوروبا.
هي شركة فرعية مملوكة بالكامل للمولد الفرنسي المملوك جزئياً للكهرباء الفرنسية (EdF) ، ومقرها في باريس . إنها شركة ذات مسؤولية محدودة ، والمعروفة في فرنسا باسم أن<i id="mwGA">ونيموس</i> سوسيتيه .